# Вулиця Наталії Ужвій (Київ)
Ву́лиця Ната́лії Ужві́й — вулиця в Подільському районі міста Києва, житловий масив Мостицький. Пролягає від Новомостицької і Мостицької вулиць до проспекту Європейського Союзу.

## Історія
Вулиця виникла в середині 80-х років XX століття під назвою Парковий проспект. Сучасна назва на честь Наталії Ужвій — з 1986 року. Прокладено на місці знесеної старої забудови.

## Будівлі

### Нежитлові
- Укртелеком (буд. № 1);
- школа-дитячий сад «Подоляночка» (буд. № 4-б);
- школа-дитячий сад-яслі «Плай» (буд. № 7-а).

### Житлові[2]
| № будинку | серія  | кількість поверхів | дата будівництва |
| --------- | ------ | ------------------ | ---------------- |
| 4         | КТ-16  | 16                 | 1984             |
| 4а        |        | 16                 | 1985             |
| 4в        | КТ-16  | 16                 | 1984             |
| 4г        | КТ-16  | 16                 | 1984             |
| 5         | Т-4    | 16                 | 1988             |
| 6         | 134    | 9                  | 1985             |
| 6а        | ММ-640 | 9                  | 1984             |
| 7         | Т-4    | 16                 | 1988             |
| 8         | 134    | 9                  | 1985             |
| 8а        | ММ-640 | 9                  | 1984             |
| 9         |        | 16                 | 1989             |
| 10        | 134    | 9                  | 1984             |
| 12        |        | 25                 | 2013             |

## Зображення

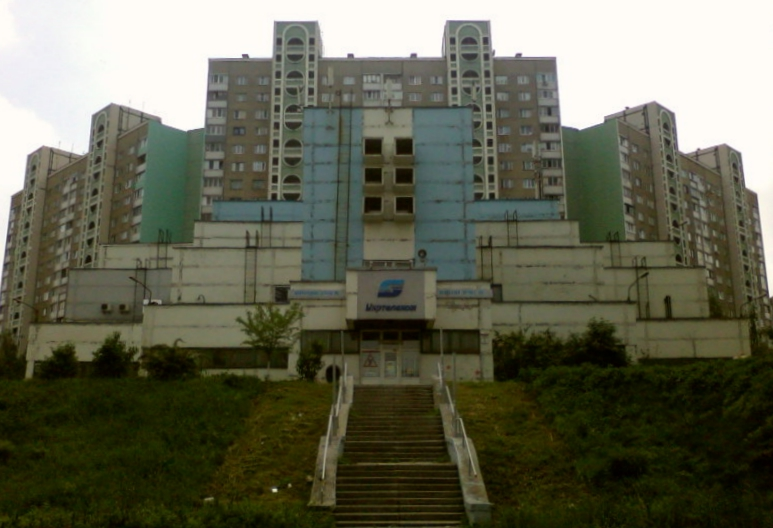
Укртелеком
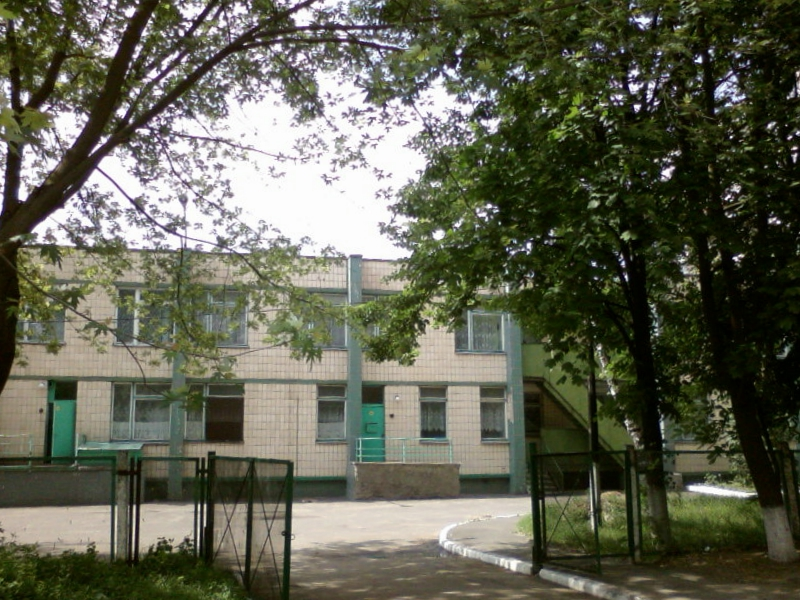
Школа-дитячий сад «Подоляночка»
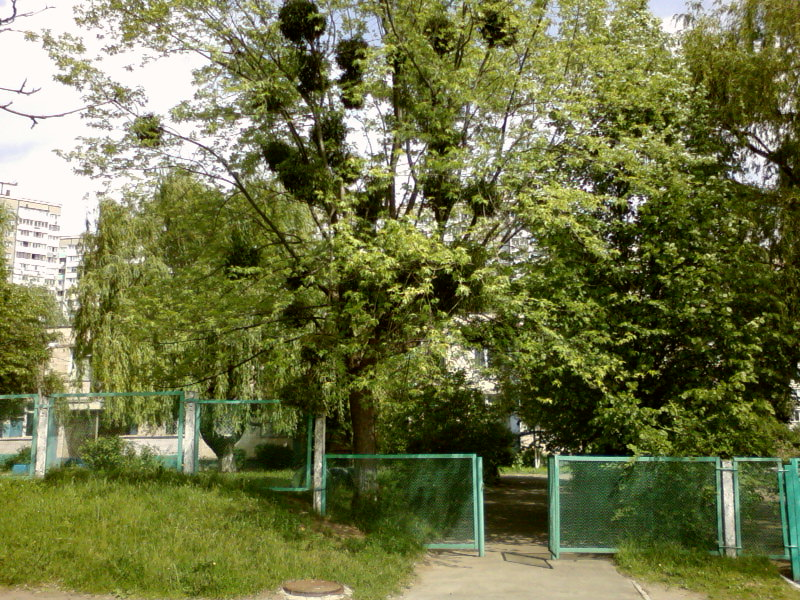
Школа-дитячий сад-яслі «Плай»
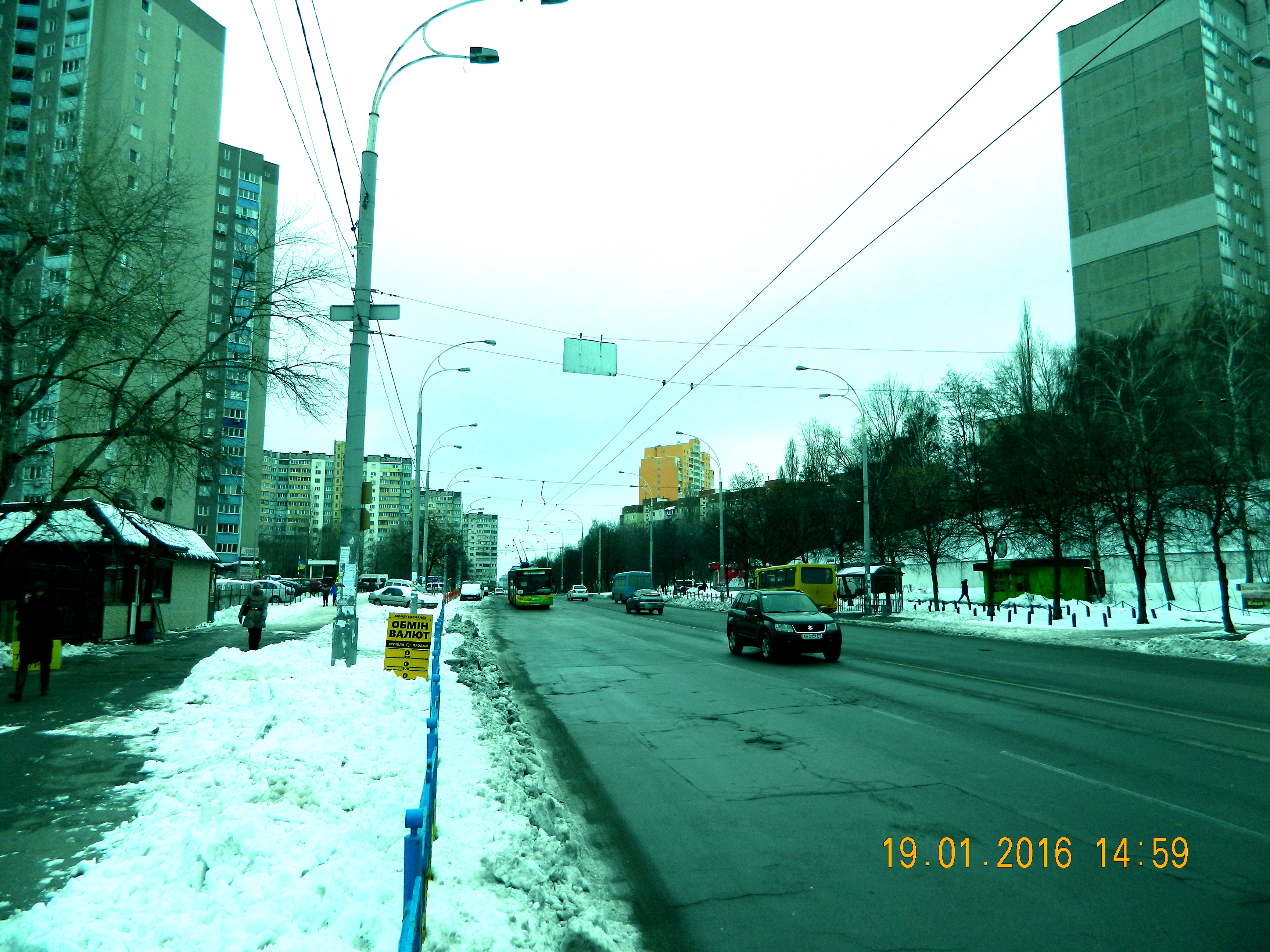
Вулиця Наталії Ужвій взимку